# Hiatus oesophageus
De hiatus oesophageus is de doorgang van de slokdarm (oesofagus) door het middenrif. Dit is de verbinding tussen de slokdarm en de maag.
Nadat voedsel via de slokdarm in de maag terecht is gekomen, trekt het middenrif samen en wordt de hiatus dichtgedrukt. De hoek tussen de slokdarm en de bovenzijde van de maag (de hoek van His) wordt dan scherper en krijgt dan min of meer de functie van een klep. Dit zorgt ervoor dat voedsel dat in de maag terecht is gekomen, niet meer terug de slokdarm in gaat (oesofageale reflux wordt dus voorkomen). Dit mechanisme is een van de anti-refluxmechanismen, tezamen met de zwaartekracht (in verticale houding) en de spierlaag in het onderste eind van de slokdarm.